# Прковці
Прковці (хорв. Prkovci) — населений пункт у Хорватії, у Вуковарсько-Сремській жупанії у складі громади Іванково.

## Населення
Населення за даними перепису 2011 року становило 549 осіб.
Динаміка чисельності населення поселення:

## Клімат
Середня річна температура становить 11,12 °C, середня максимальна – 25,68 °C, а середня мінімальна – -6,11 °C. Середня річна кількість опадів – 702 мм.
| Клімат поселення                              | Клімат поселення | Клімат поселення | Клімат поселення | Клімат поселення | Клімат поселення | Клімат поселення | Клімат поселення | Клімат поселення | Клімат поселення | Клімат поселення | Клімат поселення | Клімат поселення | Клімат поселення |
| Показник                                      | Січ.             | Лют.             | Бер.             | Квіт.            | Трав.            | Черв.            | Лип.             | Серп.            | Вер.             | Жовт.            | Лист.            | Груд.            |                  |
| Середній максимум, °C                         | 6,16             | 8,31             | 12,88            | 17,51            | 22,67            | 25,68            | 25,58            | 25,00            | 20,89            | 15,50            | 9,60             | 5,60             |                  |
| Середня температура, °C                       | 0,02             | 2,16             | 6,70             | 11,35            | 16,52            | 19,50            | 21,40            | 20,80            | 16,70            | 11,30            | 5,43             | 1,44             |                  |
| Середній мінімум, °C                          | −6,11            | −3,98            | 0,58             | 5,22             | 10,38            | 13,38            | 17,20            | 16,64            | 12,50            | 7,12             | 1,27             | −2,73            |                  |
| Норма опадів, мм                              | 45               | 41               | 44               | 55               | 64               | 90               | 67               | 63               | 52               | 60               | 66               | 55               |                  |
| Середньомісячна швидкість вітру, м/с          | 2.09             | 2.30             | 2.61             | 2.50             | 2.26             | 2.10             | 2.10             | 1.90             | 1.82             | 1.95             | 2.05             | 2.10             |                  |
| Середньомісячна сонячна радіація, кДж/м²·день | 4334             | 7028             | 10996            | 15465            | 19336            | 21423            | 22476            | 20500            | 15147            | 9448             | 4920             | 3631             |                  |
| --------------------------------------------- | ---------------- | ---------------- | ---------------- | ---------------- | ---------------- | ---------------- | ---------------- | ---------------- | ---------------- | ---------------- | ---------------- | ---------------- | ---------------- |
| Джерело:                                      |                  |                  |                  |                  |                  |                  |                  |                  |                  |                  |                  |                  |                  |